# Strategisk bombning

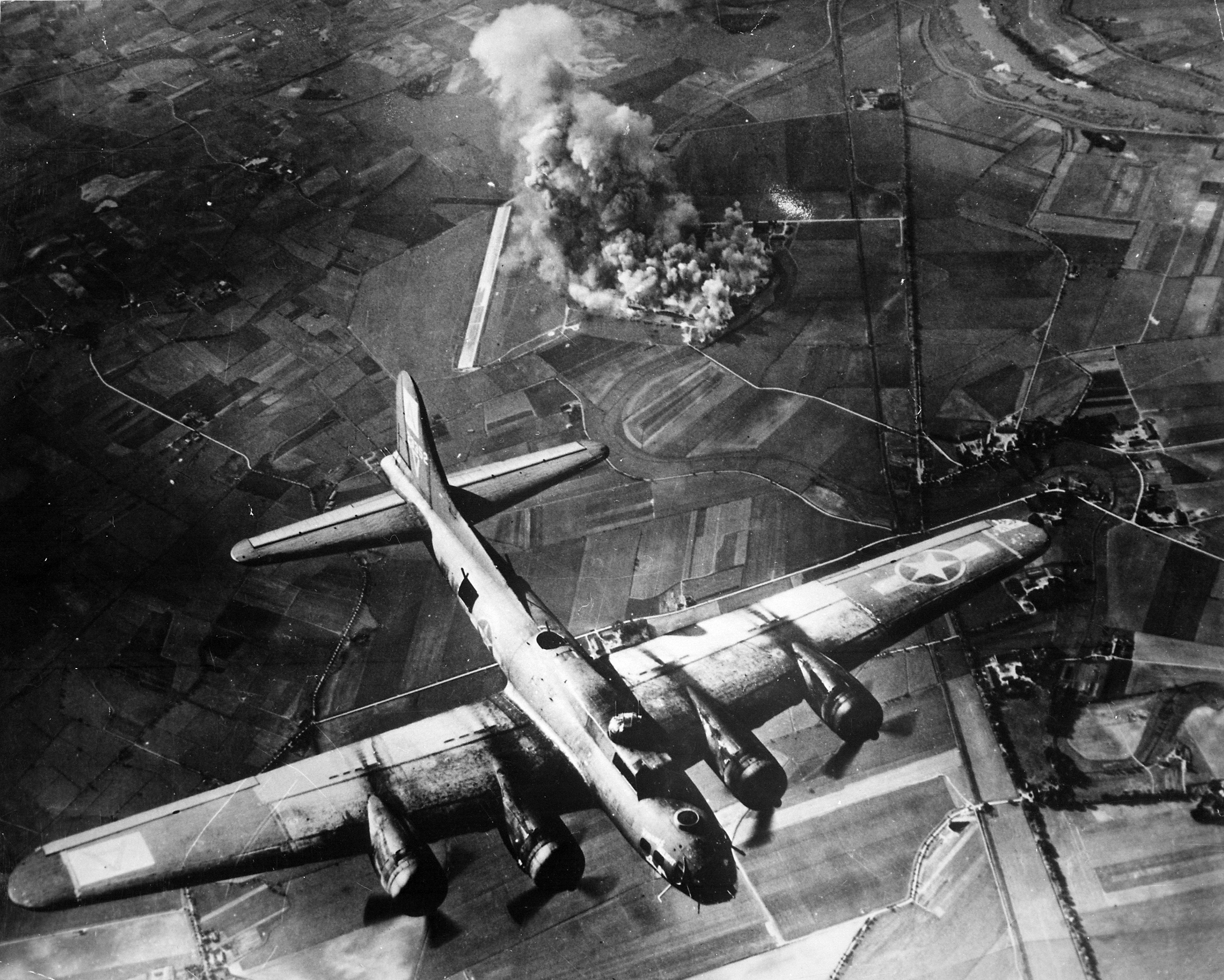
Amerikanska B-17-plan bombar Focke-Wulfs flygplansfabrik i Malbork under andra världskriget.

Strategisk bombning är flygbombning som riktar sig mot strategiska mål, till exempel transportleder, industrier eller bebyggelse. Den skiljer sig från taktisk bombning som är inriktad på fientlig trupp.
Strategisk bombning är en del av total krigföring, där målet är att hindra fienden att fortsätta föra krig. Metoden har använts sedan första världskriget.